# 楚皇城城址

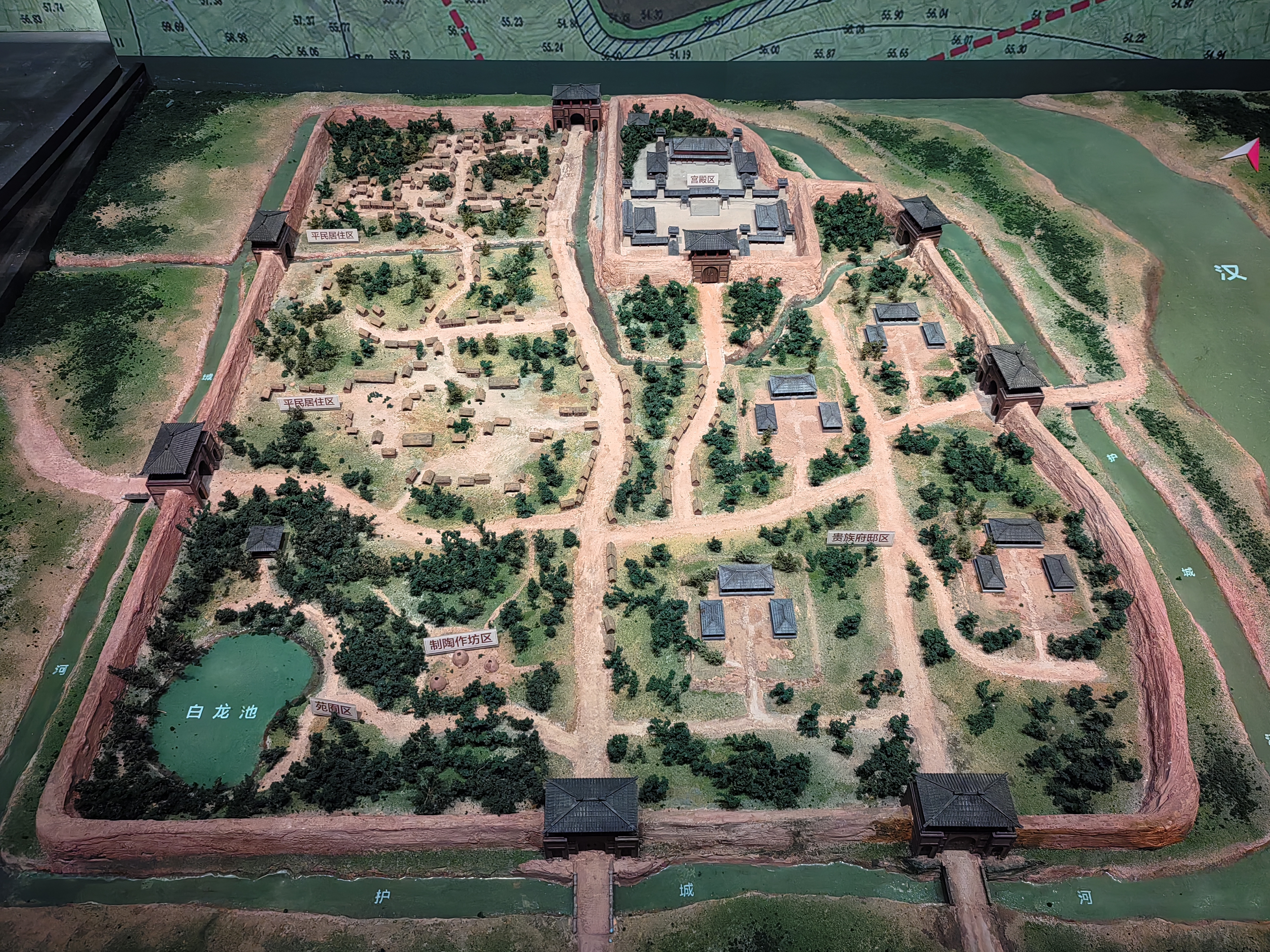
襄阳市博物馆內的皇城模型

楚皇城城址位于中华人民共和国湖北省襄阳市宜城市东南7.5公里。关于遗址身份有多种说法，一说是楚国鄢都、汉宜城县城，二说是楚国鄀都，三说是楚国郢都、汉江陵县城。学者石泉主张为楚国郢都，亦有不同意见。
城址平面为矩形，方向20°。城墙底宽24-30米，高2-4米。面积2.2平方公里。周长6440米，东南西北分别长2000、1500、1840、1080米。夯筑。城墙东南有烽火台遗址。城内中偏东北有内城遗址，面积0.38平方公里。在此考古发掘出土大量汉朝文物。。

## 文物保护情况
1981年12月30日，以“楚皇城”的名义被湖北省人民政府列为第二批湖北省文物保护单位；2001年6月25日，以“楚皇城城址”的名义被中华人民共和国国务院列为第五批全国重点文物保护单位。
其作为文物的保护范围为：楚皇城城址及周围一定范围。四至：东至宜岛大沟西边沿，西至郑集镇政府西围墙一线，南至南门口自然村北边沿一线，北至八支渠。
其作为文物的建设控制地带为：以保护范围四至为界，四周向外延伸300米。东至东经112°25′31″北纬31°39′12″，西至郑集至红星村中大路东边线，南至南门口自然村南边沿一线，北至汤家岗自然村北边沿一线。